# Abu Iacube do Sijistão
Abu Iacube Ixaque ibne Amade Assijistani ou do Sijistão (em árabe: أبو يعقوب إسحاق بن أحمد السجستاني; romaniz.: Abu Ya'qub Ishaq ibn Ahmad al-Sijistani) ou Assijezi (السجزي) foi um missionário ismaelita persa do século X ativo nas terras do norte e do leste do Irã. Ele foi um escritor prolífico, que desempenhou um papel crucial na infusão de ideias neoplatônicas na teologia ismaelita.

## Vida
A vida de Assijistani é obscura, já que referências a ele são encontradas principalmente isoladamente em obras hersiológicas sunitas hostis, enquanto fontes ismaelitas geralmente não fornecem quaisquer detalhes sobre ele. Ele recebeu o apelido de 'semente de algodão' (em árabe: khayshafūj, persa: banba-dāna) em várias obras não-ismaelitas quase contemporâneas que o mencionam, mas a origem e o significado disso são desconhecidos. O que pode ser extraído das fontes é que ele era um missionário sênior (dāʿī) nas terras iranianas do mundo islâmico oriental.
Nizã Almulque relata que um certo Ixaque sucedeu Abu Hatim Arrazi como chefe dāʿī em Rei após a morte deste último em 934, enquanto ibne Nadim menciona um certo Abu Iacube como chefe dāʿī em Rey em c. 932–942. Este Abu Iacube também foi responsável pelo movimento missionário (daʿwa) na Mesopotâmia Superior e no Iraque, tendo como seus agentes os irmãos Abu Muslim e Abubecre ibne Hamade em Moçul e ibne Nafis em Bagdá. É provável que tenha sido a mesma pessoa que Assijistani, pois concorda com uma declaração em uma das obras de Assijistani de que ele estava no Iraque em 934. A opinião anterior entre os estudiosos era que ele foi executado junto com Maomé Anaçafi em 943, mas isso agora foi refutado. Na realidade, ele foi o sucessor de Anaçafi, tanto como chefe dāʿī em Coração, bem como na continuação do desenvolvimento das ideias teológicas de Anaçafi. Outras fontes afirmam que ele atuou no Sistão (daí seu nisba), durante e após o mandato de Anaçafi.
O movimento que ele liderou não era inicialmente afiliado ao Califado Fatímida, mas em algum momento, durante o califado de Almuiz Aldim Alá (r. 953–975), ele aceitou os fatímidas como os imãs legítimos, e muitos de seus pontos de vista foram assumidos pelo daʿwa patrocinado pelos fatímidas. De acordo com Raxidadim Hamadani, Assijistani foi executado pelo emir safárida do Sistão, Calafe ibne Amade (r. 964–1003). A obra de Assijistani, Kitāb al-iftikhār, foi escrita por volta de 971, o que fornece um terminus post quem para sua execução. As introduções a duas de suas outras obras indicam que foram escritas durante o reinado do califa fatímida Aláqueme Biamir Alá (r. 996–1021), mas são provavelmente interpolações posteriores. Assijistani morreu em 971.